# USS S-20 (SS-125)
USS S-20 (SS-125) – amerykański okręt podwodny serii S-1 typu S. Zwodowany 9 czerwca 1920 roku w stoczni Fore River, wszedł do służby w marynarce amerykańskiej 22 listopada 1922 roku. Okręt pełnił służbę na obu oceanach do lipca 1945 roku, gdy został wycofany ze służby. Jednymi z dowódców okrętu byli późniejsi kawalerowie Medalu Honoru Samuel Dealey oraz John Cromwell.

## Konstrukcja
USS S-20 (SS-125) był przedstawicielem pierwszej serii okrętów podwodnych typu S, opracowanego przez stocznię Electric Boat (EB) w konkursie amerykańskiej marynarki na jednostki typu S. Zgodnie z projektem EB, w odróżnieniu od jednostek typu S serii opracowanych przez Simone'a Lake'a oraz samą marynarkę, S-20 miał konstrukcję jednokadłubową ze zbiornikami balastowymi umieszczonymi wewnątrz kadłuba.
Kadłub miał zaokrąglony wrzecionowaty kształt z wąską nadbudówką umieszczoną w około ¾ długości w kierunku rufy opadający później ostro w dół do sterów. Same stery umieszczone zostały na samym końcu kadłuba w linii jego osi za bliźniaczymi śrubami. S-20 wyposażony został w dwie symetrycznie ułożone pary wyrzutni torpedowych kalibru 533 mm na dziobie oraz kotwicę na sterburcie. Cechą tego okrętu był jeden z pierwszych przypadków zastosowania składających się do wnętrza kadłuba dziobowych sterów głębokości, których trzon osłaniany był kanciastą obudową. W okręcie zastosowano charakterystyczny w tym czasie dla projektów stoczni Electric Boat podział baterii akumulatorowych na dwie części, z jedną połową umieszczoną przed centrum kontroli okrętu, drugą zaś zaraz za nim. Na szczytowej krawędzi dziobu umieszczona była rura umożliwiająca zaczep do holowania okrętu, co stanowiło unikatowe rozwiązanie konstrukcyjne Electric Boat. Układ napędowy okrętu składał się dwóch silników Diesla New London Ship and Engine Company (NELSECO) o mocy 600 SHP (448 kW) każdy oraz dwóch silników elektrycznych Ridgway o mocy 750 KM (560 kW) każdy. W zanurzeniu, silniki elektryczne czerpały energię ze 120 ogniw akumulatorowych, napędzając dwa wały napędowe przenoszące napęd na dwie śruby. Jak wszystkie okręty typu S, S-20 uzbrojony był 12 torped Mark X Mod 3 – po jednej w każdej z czterech umieszczonych na dziobie wyrzutni torpedowych oraz osiem torped zapasu umieszczonych w rakach przedziału torpedowego. Uzbrojenie okrętu uzupełniało jedno działo kalibru 102 mm. Zespół sensorów okrętu stanowiły natomiast peryskop oraz sonary SC i pasywny MV. S-20 wyposażony był w układ chłodzenia zimnego magazynu, co w czasie projektowania tego typu okrętów było nowością w amerykańskiej flocie podwodnej, a wkrótce po zakończeniu drugiej wojny światowej urządzenia umożliwiające przechowywanie świeżej żywności stały się standardem w okrętach tej klasy.

## Budowa
S-20 należał do pierwszej wybudowanej w stoczni Fore River w Quincy w stanie Massachusetts grupy okrętów typu S-1 (od S-18 do S-29), najbardziej zbliżonej konstrukcyjnie do oryginalnej konstrukcji prototypu USS S-1 (SS-105). Stępkę pod jednostkę położono 15 sierpnia 1918 roku, zwodowano zaś ją 9 czerwca 1920 roku, po czym 9 lipca 1923 roku została przyjęta do służby jako USS S-20 (SS-125).

## Służba
W okresie międzywojennym, okręt operował na wschodnim wybrzeżu z bazy New London, a następnie został skierowany na Pacyfik, gdzie operował z Pearl Harbor.
Początek wojny na Pacyfiku zastał okręt ponownie na Atlantyku, gdzie operował aż do wycofania ze służby w lipcu 1945 roku.
Jednymi z dowódców okrętu byli późniejsi kawalerowie Medalu Honoru: Samuel Dealey oraz John Cromwell.